# ウォルトン郡 (フロリダ州)
ウォルトン郡（英: Walton County）は、アメリカ合衆国フロリダ州の西部に位置する郡である。2010年国勢調査での人口は55,043人であり、2000年の40,601人から35.6%増加した。郡庁所在地はデファニアクスプリングス市（人口5,177人）であり、同郡で人口最大の都市でもある。郡内にはフロリダ州で自然の最高地点、標高345フィート (105 m) のブリトンヒルがある。

## 歴史
ウォルトン郡は1824年に設立された。郡名はフロリダ準州州務長官を1821年から1826年まで務めたジョージ・ウォルトンに因んで名付けられた。
1951年、モッシーヘッドがルイビル・アンド・ナッシュビル鉄道とエグリン空軍基地の間に建設された基地用鉄道の接続点となった。その一部が郡内に入っている。この線は1980年代まで運行されており、その北端の短い区間が現在でも積み込みように残されている。

## 地理
アメリカ合衆国国勢調査局に拠れば、郡域全面積は1,238.03平方マイル (3,206.5 km2)であり、このうち陸地1,057.56平方マイル (2,739.1 km2)、水域は180.47平方マイル (467.4 km2)で水域率は14.58%である。

### 隣接する郡
- コビントン郡 (アラバマ州) - 北西
- ジェニーバ郡 (アラバマ州) - 北東
- ホームズ郡 - 東
- ワシントン郡 - 東
- ベイ郡 - 南東
- オカルーサ郡 - 西

### 国立保護地域

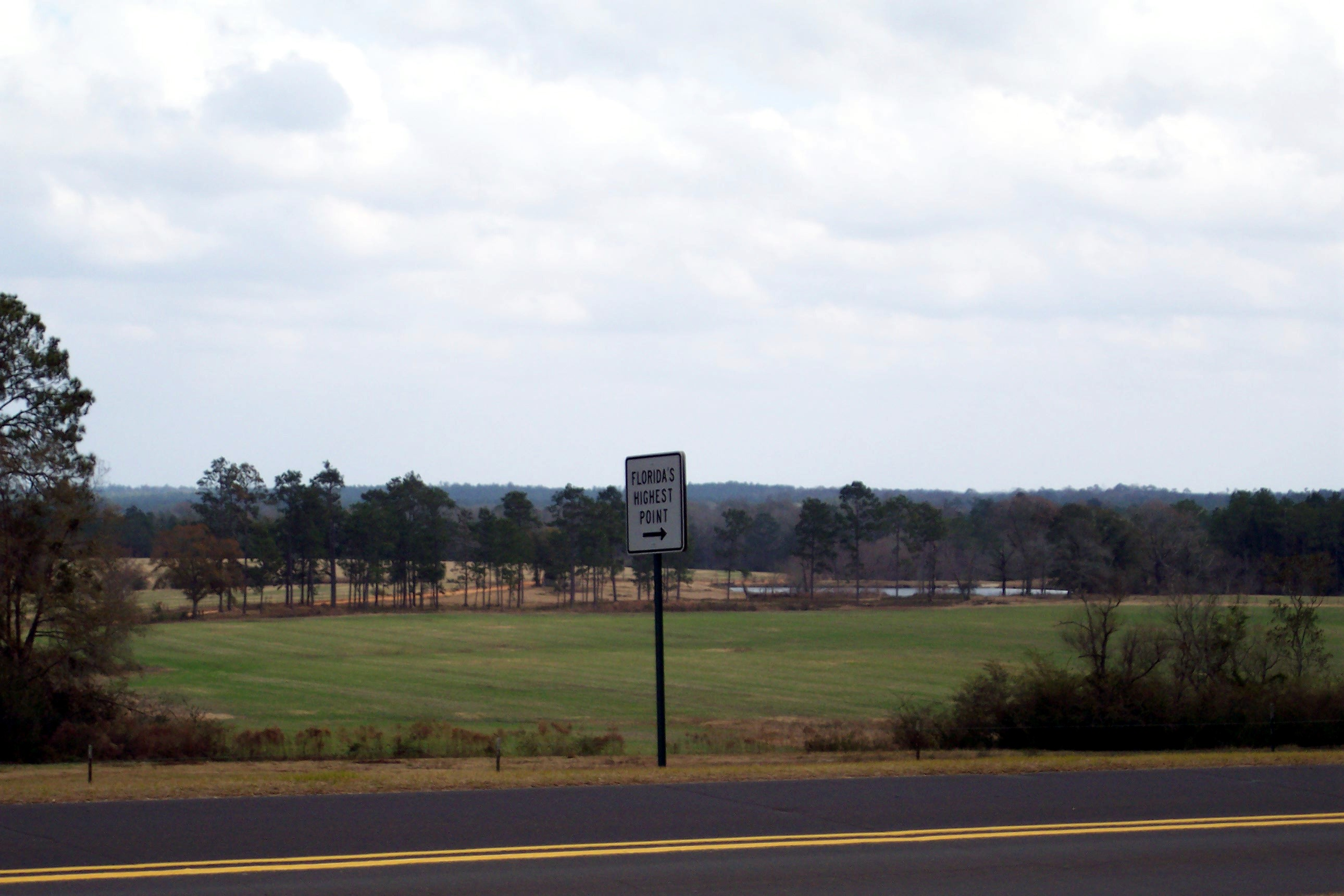
フロリダ州の最高地点

- チョクトーハチー国立の森（部分）

## 人口動態
以下は2000年国勢調査による人口統計データである。
| 基礎データ - 人口: 40,601人 - 世帯数: 16,548 世帯 - 家族数: 11,120 家族 - 人口密度: 15人/km2（38人/mi2） - 住居数: 29,083軒 - 住居密度: 11軒/km2（28軒/mi2） 人種別人口構成 - 白人: 88.41% - アフリカン・アメリカン: 6.98% - ネイティブ・アメリカン: 1.28% - アジア人: 0.45% - 太平洋諸島系: 0.04% - その他の人種: 0.75% - 混血: 2.09% - ヒスパニック・ラテン系: 2.17% 年齢別人口構成 - 18歳未満: 21.7% - 18-24歳: 7.1% - 25-44歳: 28.5% - 45-64歳: 26.9% - 65歳以上: 15.8% - 年齢の中央値: 40歳 - 性比（女性100人あたり男性の人口） - 総人口: 105.2 - 18歳以上: 105.0 | 世帯と家族（対世帯数） - 18歳未満の子供がいる: 26.4% - 結婚・同居している夫婦: 53.0% - 未婚・離婚・死別女性が世帯主: 10.1% - 非家族世帯: 32.8% - 単身世帯: 27.1% - 65歳以上の老人1人暮らし: 10.1% - 平均構成人数 - 世帯: 2.35人 - 家族: 2.83人 収入と家計 - 収入の中央値 - 世帯: 32,407米ドル - 家族: 37,663米ドル - 性別 - 男性: 26,799米ドル - 女性: 21,208米ドル - 人口1人あたり収入: 18,198米ドル - 貧困線以下 - 対人口: 14.4% - 対家族数: 11.6% - 18歳未満: 21.0% - 65歳以上: 10.9% |

## 都市と町

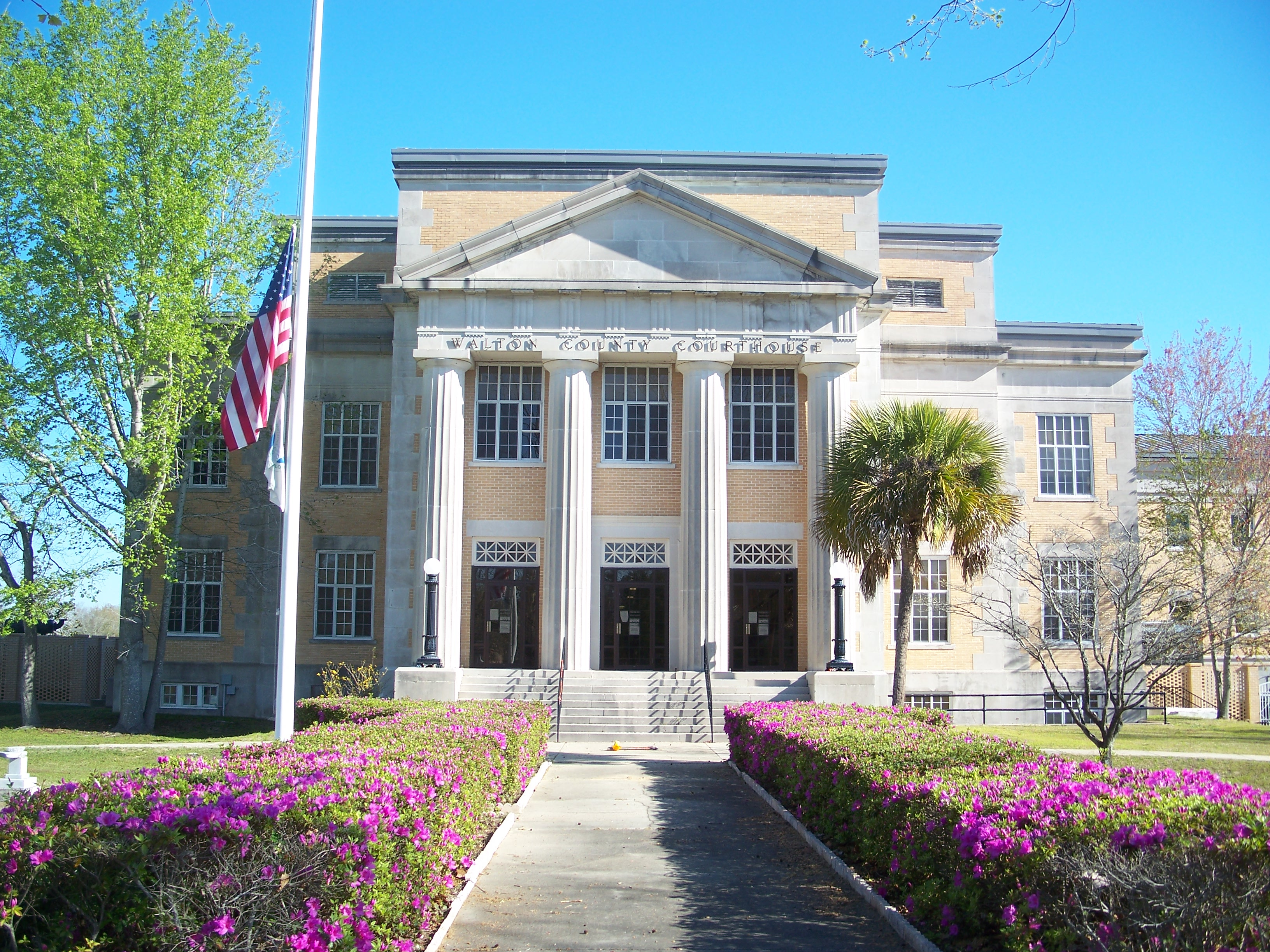
ウォルトン郡庁舎、2008年撮影

### 法人化自治体
1. デファニアクスプリングス市 - 郡庁所在地
2. フリーポート市
3. パクストン町

### 未編入の町
1. アーガイル
2. ユーシェアナ（ユーシーバレー）
3. グレンデール
4. グレイトンビーチ
5. ミラマービーチ
6. モッシーヘッド
7. シーサイド
8. サンタローザビーチ

### 政府関連
- Walton County Board of County Commissioners
- Walton County Supervisor of Elections
- Walton County Property Appraiser
- Walton County Sheriff's Office
- Walton County Tax Collector

### 特殊地区
- Walton County School District
- Northwest Florida Water Management District
- South Walton Fire District

### 司法関連
- Walton County Clerk of Courts
- Public Defender, 1st Judicial Circuit of Florida serving Escambia, Santa Rosa, Okaloosa, and Walton counties
- Office of the State Attorney, 1st Judicial Circuit of Florida
- Circuit and County Court for the 1st Judicial Circuit of Florida

### メディア
- Northwest Florida Daily News

座標: 北緯30度37分 西経86度10分 / 北緯30.61度 西経86.17度